# 2 січня
2 січня — 2-й день року в григоріанському календарі. До кінця року залишається 363 дні (364 дні — у високосні роки).

## Свята і пам'ятні дні

### Національні
- Гаїті  — День предків (Ancestry Day).
- Швейцарія,  Ліхтенштейн  — День святого Бертольда (Berchtoldstag).
- Сент-Кіттс і Невіс  — Карнавал.

### Релігійні

#### Західне християнство
- Дев'ятий день із Дванадцяти Днів Різдва;
- Пам'ять святого Василія Великого[1];
- Пам'ять святого Григорія Богослова;
- Пам'ять святого Дефендента Фіваїдського[it];
- Пам'ять блаженної Катрін Брессюїрської[fr];
- Пам'ять ченця Макарія Олександрійського;
- Пам'ять Веданаягама Самуеля Азарая[en] (Єпископальна церква).

#### Східне християнство[2]
- Передсвято Богоявлення;
- День святого Сильвестра;
- Пам'ять преподобних чудотворців Серафима Саровського та Сильвестра Києво-Печерського;
- Пам'ять священномученика Феогена Парійського.

## Іменини
✝  Католицькі: Василь, Григорій, Дефендент, Катарін, Макарій.
✙ Православні: Серафим, Сильвестр, Феоген.

## Події

### До ХІХ століття
- 69 — римськими легіонами у Верхній Німеччині легат Авл Вітелій проголошений імператором
- 533 — інтронізація папи римського Івана II (Меркурія) — першого Папи, який змінив ім'я, зійшовши на престол.
- 1492 — католицькі королі Ізабела та Фернандо захопили Гранаду: припинення існування Гранадського емірату та присутності маврів на Піренеях; завершення Реконкісти.
- 1547 — спроба заколоту Фієскі в Генуї.
- 1610 — У Битчанському замку проходить суд над підручними графині Єлизавети Баторій, племінниці короля Стефана Баторія. Обвинувачені нібито катували й убивали сотні сільських дівчат, аби пані купалася в крові з оздоровчою метою.
- 1649 — відбувся урочистий в'їзд гетьмана України Богдана Хмельницького в Київ[3].
- 1757 — Сполучене королівство захопило Калькутту, Індія.
- 1776 — ерцгерцог Марія-Терезія скасувала тортури в Австрії.
- 1788 — Джорджія стала 4-им штатом Сполучених Штатів Америки.
- 1796 — у Росії скасована стаття 15 Жалуваної грамоти, що забороняла тілесні покарання для дворян.

### ХІХ століття
- 1835 — у Габрово відкрилася перша в Болгарії світська школа.
- 1839 — Луї Дагер провів перше фотографування Місяця.
- 1843 — у Дрездені, в Дрезденській придворній опері, відбулася перша постановка опери Ріхарда Вагнера «Летючий голландець».
- 1870 — почалося спорудження Бруклінського мосту.
- 1874 — іспанські кортеси змусили президента Костелара піти у відставку.
- 1882 — американський промисловець Джон Девісон Рокфеллер створив трест «Стандард ойл» — об'єднання 40 нафтодобувних акціонерних товариств, які або вже належали компанії «Стандард ойл», або були їй підконтрольні.

### XX століття
- 1936 — науковці Володимир Зворикін та Джордж Мортон продемонстрували електронну трубку, чутливу до ультрафіолетових й інфрачервоних променів та пристрій, що перетворював промені в потік електронів. Досягнення вважають одним з найважливіших кроків у розвитку телебачення.
- 1942 — Японські війська зайняли Манілу (Філіппіни).
- 1944 — перше бойове застосування гелікоптерів: три машини конструктора Сікорського взяли участь у супроводі британського атлантичного конвою.
- 1949 — засновано місто Інажа, розташоване в бразильському штаті Пернамбуку.
- 1956 — у ФРН створено перші загони регулярної армії — бундесверу.
- 1959 — СРСР робить перший запуск ракети «Луна-1» до Місяця. «Луна-1» не летить за розрахованою траєкторією і губиться в космосі.
- 1963 — В'єтконг здобув першу велику перемогу над Південним В'єтнамом та США біля селища Апбак під час В'єтнамської війни.
- 1967 — у ході операції «Боло» американські пілоти F-4 збили половину МіГ-21 ВПС Північного В'єтнаму
- 1992 — припинилися повноваження народних депутатів СРСР.
- 1992 — Еквадор, Ефіопія, Лаос, Панама, Греція визнали незалежність України.
- 1999 — стався потужний сніговий буревій на Середньому Заході США. Зокрема в Чикаго намело снігового покриву на 487 мм при температурі −25 °С. Такий удар стихії призвів до загибелі 68 людей.

### ХХІ століття
- 2024 — у ніч на 2 січня та вранці Українська ППО знищила 72 ракети  після нічної атаки ударними дронами та масованого ракетного удару Росії по Україні, основним напрямком якого був Київ. РФ випустила по Україні майже 100 ракет: сотня постраждалих.[4]

## Народились
Дивись також: Категорія:Народились 2 січня
- 869 — імператор Йодзей (пом. 949), імператор Японії (876-884).
- 1462 — П'єро ді Козімо (пом. 1522), італійський живописець.
- 1642 — Мехмед IV (пом. 1693), султан Османської імперії (1648-1687).
- 1647 — Натаніел Бекон (пом. 1676), керівник одного з перших великих повстань у Північній Америці.
- 1699 — Осман III (пом. 1757), султан Османської імперії (1754-1757).
- 1727 — Джеймс Вольф (загинув 1759), британський військовий діяч, учасник Семирічної війни.
- 1729 — Йоганн Данієль Тіциус, німецький астроном, фізик і біолог
- 1822 — Рудольф Клаузіус, німецький фізик, один із засновників термодинаміки та молекулярно-кінетичної теорії теплоти
- 1841
  - Тадей Рильський, український культурно-освітній діяч, народознавець
  - Михальчук Кость, український мовознавець і етнограф, член Київської Старої Громади, дійсний член НТШ у Львові й Українського Наукового Товариства у Києві.
- 1865 — Гейкі Паасонен (пом. 1919), фінський мовознавець, фольклорист та етнолог.
- 1866 — Костянтин Арабжин, російський та український письменник, літературознавець
- 1870 — Ернст Барлах, німецький скульптор, графік, письменник. Представник експресіонізму
- 1890 — Михайло Голинський, український оперний співак
- 1892
  - Всеволод Задерацький, український композитор і піаніст, педагог
  - Ярослав Пастернак, український археолог
- 1895 — Бернадот Фольке, шведський політичний діяч
- 1896 — Дзиґа Вертов, кінорежисер документального кіно, перший використав методику «прихована камера». Його стрічка «Людина з кіноапаратом», знята в 1929 р. на кінофабриці ВУФКУ, визнана найвизначнішим документальним фільмом всіх часів, згідно з кінорейтингом BFI.
- 1899 — Гордій Брасюк , український письменник
- 1901 — Григорій Козаченко, український актор, народний артист України
- 1905 — Луїджі Дзампа (пом. 1991), італійський кінорежисер, сценарист і продюсер.
- 1906 — Григорій Фінаровський, український композитор
- 1912 — Ренато Гуттузо, італійський живописець і графік
- 1915 — Джон Гоуп Франклін, американський історик, піонер афроамериканських досліджень в історичній науці
- 1917 — Богдан Лончина, український громадсько-релігійний діяч, голова Українського Патріархального світового об'єднання, професор
- 1920
  - Джордж Говард Гербіг, американський астроном
  - Айзек Азімов, американський письменник, біохімік, один з найвідоміших майстрів наукової фантастики («Я робот», «Сталеві печери», «Голе сонце»)
- 1926 — Віра Вовк, українська поетеса, прозаїк, літературознавець, перекладач у Бразилії
- 1928 — Галина Яблонська, українська акторка, народна артистка УРСР
- 1931 — Микола Давидов, український баяніст і педагог, заслужений діяч мистецтв України
- 1932 — Любомир Винар, відомий український історик, голова Українського історичного товариства, дійсний член НТШ, Української Вільної Академії наук, Американської історичної асоціації, головний редактор журналу «Український історик», автор наукового напрямку «грушевськознавство»
- 1936 — Володимир Когут, український хореограф, заслужений діяч мистецтв України
- 1936 — Андрій Крижанівський, український письменник
- 1937 — Віктор Ільченко, радянський артист естради, виступав у дуеті з Романом Карцевим
- 1938 — Анатолій Самойленко, український математик, академік НАН України
- 1941 — Володимир Ганулич, український письменник-прозаїк
- 1946 — Олександр Мокровольський, український поет, перекладач
- 1947
  - Олександр Тихонов, радянський спортсмен, чотириразовий Олімпійський чемпіон з біатлону (1968, 1972, 1976, 1980)
  - Валерій Шарій, білоруський радянський важкоатлет, чемпіон Олімпіади-1976 у вазі до 90 кг, чемпіон світу і Європи 1975-1976 роках. Встановив 13 світових рекордів і 15 рекордів СРСР.
- 1949 — Олег Шейницс, художник театру («Юнона та Авось») і кіно («Убити дракона»), родом з Одеси.
- 1950
  - Іриней Ігор Білик, єпископ Української Греко-Католицької Церкви
  - Надія Гуменюк, українська поетеса, прозаїк, публіцист
- 1952 — Степан Гавриш, український політик і юрист, доктор юридичних наук
- 1953 — Михайло Демцю, український художник-постімпресіоніст, народний художник України
- 1961 — Хітосі Сайто, японський дзюдоїст, дворазовий олімпійський чемпіон (1984, 1988).
- 1963 — Олексій Івченко, український політик, голова Конгресу Українських Націоналістів
- 1964 — Пернелл Вітакер, американський боксер.
- 1967 — Тіа Каррере, американська актриса, модель та співачка.
- 1968
  - Анкі ван Грунсвен, нідерландська спортсменка-кіннотник, триразова олімпійська чемпіонка.
  - Куба Гудінг (молодший), американський актор, лауреат премії «Оскар».
- 1969 — Крісті Тарлінгтон, американська супермодель.
- 1975
  - Владислав Ващук, український футболіст, захисник
  - Олександр Шовковський, український футболіст, воротар
- 1981 — Максі Родрігес, аргентинський футболіст, срібний призер чемпіонату світу (2014).
- 1983 — Кейт Босуорт, американська актриса та фотомодель.
- 1986 — Ніколь Рейнгардт, німецька гребчиха-байдарочниця, олімпійська чемпіонка.
- 1997 — Мортен Торесен, норвезький борець греко-римського стилю, чемпіон Європи (2020).

## Померли
Дивись також Категорія:Померли 2 січня
- 1557 — Якопо Понтормо, італійський художник, один із основоположників маньєризму.
- 1620 — Йоганн-Сигізмунд, бранденбурзький маркграф.
- 1787 — Головня Гаврило, співак.
- 1917 — Едвард Барнетт Тайлор, англійський етнограф, антрополог, творець еволюційної школи в етнографії та історії культури, засновник культурної антропології
- 1934 — Микола Алексєєв, український і російський книжковий графік.
- 1938 — Михайло Коссак, український композитор, диригент, музикознавець
- 1948 — Енрік Казановас, іспанський скульптор.
- 1991 — Мешко Оксана Яківна українська дисидентка.
- 2011 
  - Енн Френсіс, американська акторка і модель, володарка премії «Золотий глобус».
  - Піт Поселтвейт, британський актор. Номінант на премію «Оскар».
- 2016 — шиїтський проповідник Німр ан-Німр та 46 інших осіб, засуджених до страти кримінальним судом Саудівської Аравії після протестів 2011—2012 рр.
- 2021 — Олександра Тарасова, волонтерка, солістка національної опери України.